# Gruhlwerk
Das Gruhlwerk (vollständiger Name: Gruhl’sches Braunkohlen- und Brikettwerk) war ein Braunkohlebergbau- und -verarbeitungsbetrieb in der Ville im Rheinischen Revier. Das Unternehmen betrieb mehrere Gruben und Brikettfabriken nahe der Brühler Ortsteile Heide und Kierberg.
Das ab 1874 von Hermann Gruhl und Hermann Bleibtreu aufgebaute Unternehmen gilt über das Rheinische Revier hinaus als Pionier der industriellen Braunkohlegewinnung und -verarbeitung. Es ging 1908 durch Fusion in der RAG, der späteren Rheinbraun, auf.

## Geschichte

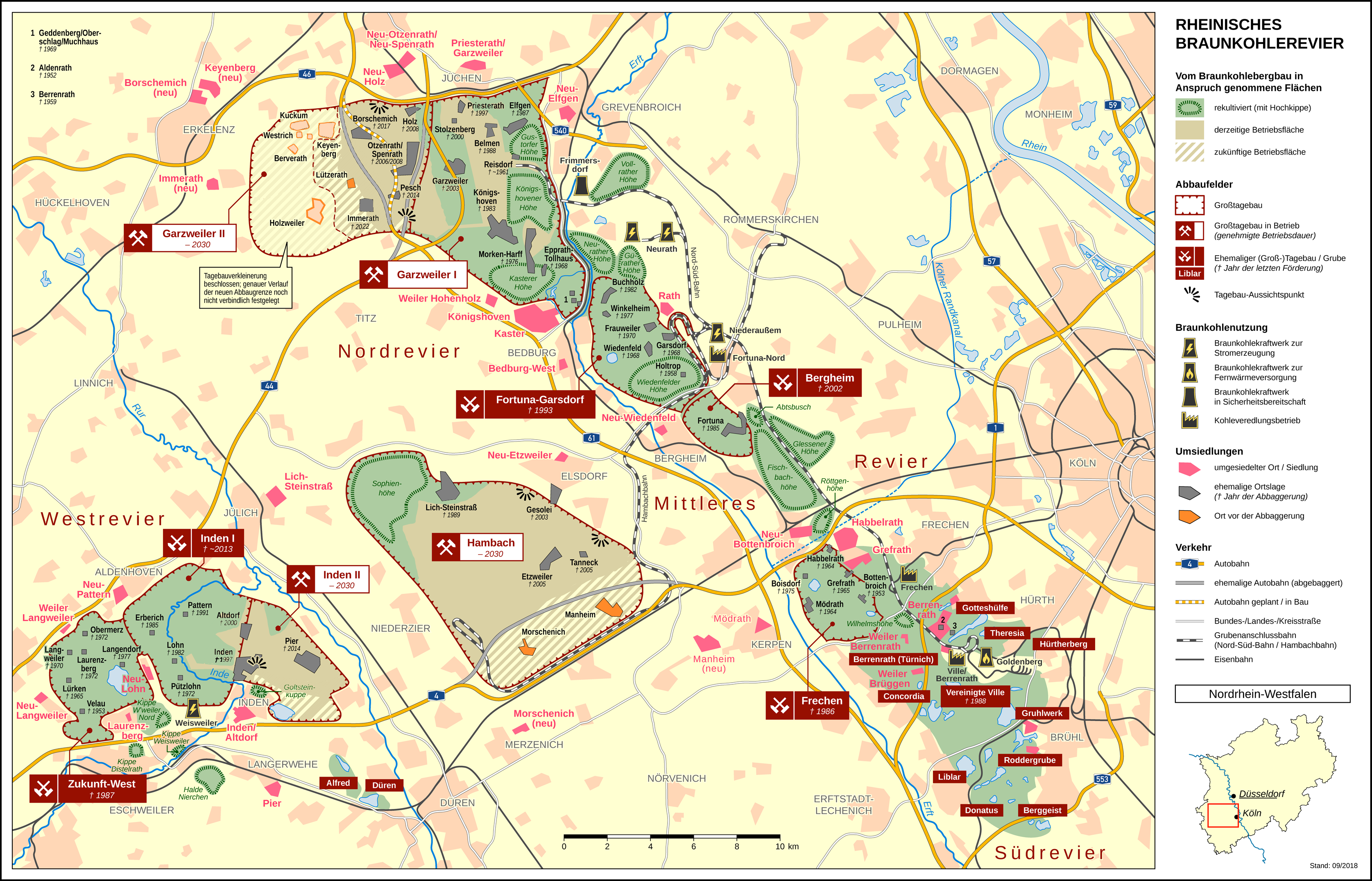
Lage der Gruhlwerk-Gruben im Rheinischen Braunkohlerevier

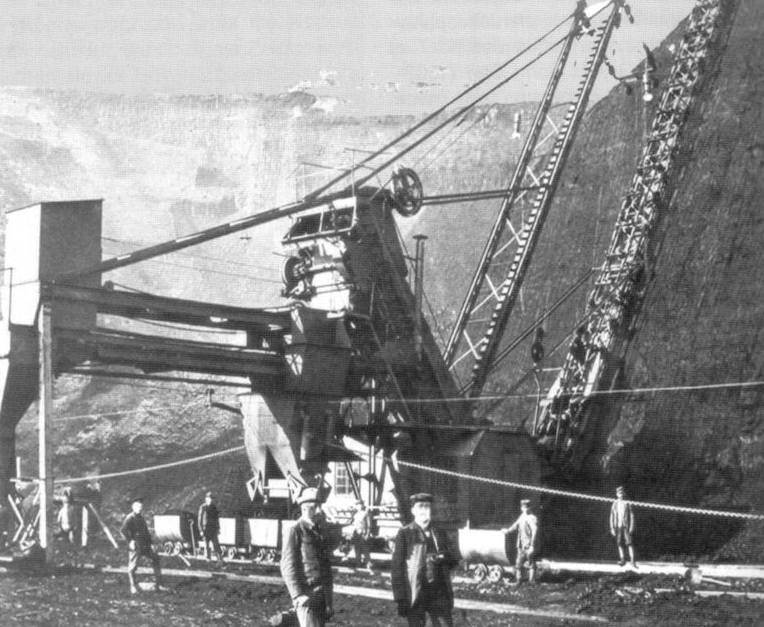
Der Eiserne Bergmann, der erste Großbagger im Rheinischen Revier (1907)

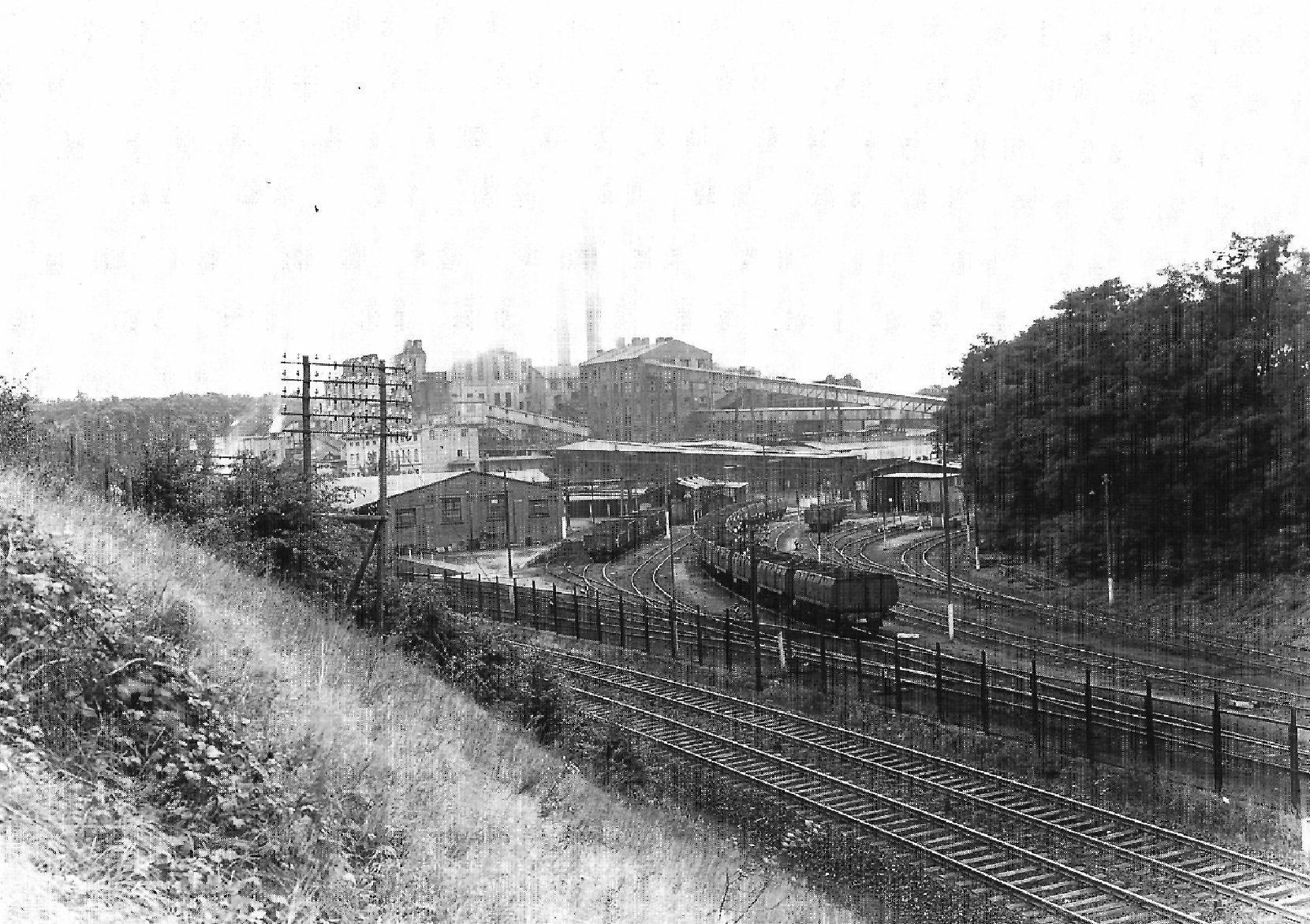
Die Kohleverladung an der Brikettfabrik Gruhlwerk I (um 1925)

Das Unternehmen entstand zu der Zeit, als der vorindustrielle Braunkohleabbau im Kuhlen- und Tummelbau, getrieben durch den steigenden Bedarf neuer Brikettfabriken, durch erste größere Tagebaue ersetzt wurde. Braunkohle wurde zuvor neben der Verwendung als Hausbrand vor allem auch für die Produktion von Alaun eingesetzt. Anfang der 1870er-Jahre plante der Chemiker Hermann Bleibtreu, der eine Alaunhütte bei Bonn und ein großes Braunkohlefeld bei Brühl besaß, die Braunkohle statt zur Alaungewinnung auch zum Pressen von Briketts zu verwenden. Als Geldgeber hierfür gewann er den Unternehmer Hermann Gruhl, der zuvor im Mitteldeutschen Revier erfolgreich aktiv gewesen war. Gruhl und Bleibtreu bildeten 1874 die Braunkohlengewerkschaft Bleibtreu, die Gruhl nach dem Tod seines Kompagnons Bleibtreu im Jahre 1882 allein weiterführte.
1889 gründete Gruhl dann das Unternehmen unter eigenem Namen und baute zwischen 1889 und 1895 bei Heide und Kierberg an der Bahnstrecke Mödrath-Liblar-Brühl zwei Brikettfabriken Gruhlwerk I und II auf, die aus den Grubenfeldern der Gewerkschaft Bleibtreu und den eigenen Feldern Friederike V, Morgensonne I und II sowie Weilerswist II mit Kohle versorgt wurden.
In den 1890er-Jahren hatte das Gruhlwerk, wie die lokalen Konkurrenten Roddergrube, Grube Brühl, Berggeist und Donatus und auch alle weiteren Werke des Reviers trotz steigender Nachfrage mit Überkapazitäten und starkem Preisverfall zu kämpfen. Dies mündete 1899 in die Gründung eines Syndikates, des Verkaufsvereins der Rheinischen Braunkohlen-Brikettwerke. Die Briketts wurde zu festem Preis unter der gemeinsamen Marke Union-Brikett vertrieben.
Um 1900 entstanden mehrere neue Brikettwerke im Revier, die dem Verkaufsverein aber nicht beitraten. Hierdurch und durch einen Konjunktureinbruch mit folgender Absatzkrise entbrannte erneut ein Kampf zwischen den Braunkohlewerken, der schließlich zu einer Konzentration führte. Nachdem das Gruhlwerk unter Führung von Carl Gruhl, dem Sohn des Firmengründers, ab 1905 zunächst die Grube Donatus übernommen hatte, fusionierte sie 1908 mit der Fortuna AG zur Rheinischen AG für Braunkohlebergbau und Brikettfabrikation (RAG), aus der später Rheinbraun und noch später die Sparte Braunkohlegewinnung von RWE Power wurde.
Zeit seines Bestehens trieb das Gruhlwerk die Braunkohlegewinnung und -verarbeitung voran. So betrieb man als erstes den Tagebau mit Großschrämbaggern und neuartiger Fördertechnik wie etwa einer neuartigen Zahnradbahn oder der ersten elektrischen Lokomotive. Weiterhin förderte man in Zusammenarbeit mit Ferdinand August Schulz auch die Weiterentwicklung bei der Braunkohletrocknung und -brikettierung.
Heute sind die ehemaligen Brikettfabriken restlos abgerissen. An die Tagebaugruben erinnern noch einige Restseen, darunter der Gruhlsee und der Bleibtreusee.